# Colom antàrtic
Colom antàrtic (Chionis sp.) és el nom de dues espècies d'aus que formen la família dels quiònids (Chionidae), dins l'ordre dels caradriformes (Charadriiformes), i que habiten l'àrea antàrtica i la zona sud de l'oceà Índic.

## Morfologia
L'aspecte i la grandària d'aquests ocells és semblant al de coloms domèstics de color blanc. Únicament potes i cara tenen un color diferent al blanc. Volen de manera treballosa amb ales arrodonides.
Tenen unes membranes interdigitals rudimentàries entre els tres dits anteriors. També tenen un dit posterior ben desenvolupat.

## Hàbits
Aus carronyaires, se les pot observar per la costa a la recerca de deixalles. Són aus sedentàries.
Poden nedar i ocasionalment se les veu sobre pannes de gel.

## Reproducció
Fan els nius a prop de fonts segures d'aliment, com ara una colònia de pingüíns. El niu l'ubiquen en una cavitat o una esquerda entre les pedres. Ponen 2 a 4 ous de color groguenc amb moltes taques marrons. Coven els dos pares unes quatre setmanes. Els pollets naixen amb una plomissa bruna apagada, que més tard esdevé gris. En 7 o 8 setmanes els pollets canvien la plomissa pel plomatge d'adult.

## Taxonomia
Se n'han descrit dues espècies.
- Colom antàrtic becgroc (Chionis albus).
- Colom antàrtic becnegre (Chionis minor).